# ユッシ・エーズラ・オールスン
ユッシ・エーズラ・オールスン（Carl Valdemar Jussi Henry Adler-Olsen、1950年8月2日 - ）は、デンマークの作家。
研究職などを経て、1985年にグルーチョ・マルクスの本を2冊出版し作家に転身した。1997年に出版された『アルファベット・ハウス』（原題：Alfabethuset ）、2010年に出版された『特捜部Q―カルテ番号64―』（原題：Journal 64 ）はベストセラーとなった。

## 生い立ち
コペンハーゲンに生まれる。姉が3人おり、4人兄弟の末っ子である。父は性科学者のヘンリー・オールスンで、幼少期は国内の精神病院を転々とした。10代後半には、複数のポップグループでリードギターを担当した。コペンハーゲン郊外のレズオウアの公立学校卒業後、医学・社会学・映画製作などについて学んだ。1970年代後半には出版社で働き、カートゥーンのスクリプトや校正、報道などに携わった。

## 作家として
1980年、デンマーク初の漫画の百科事典"Komiklex" の編纂を始め、1985年に完成させた。1984年から1985年にかけてグルーチョ・マルクスに関する著書を2冊上梓した。
初めて商業的に成功した作品は、1997年に上梓した『アルファベット・ハウス』（原題：Alfabethuset ）で、秘密任務を帯びた2人のイギリス人パイロットが第二次世界大戦でドイツで撃墜される物語である。2002年に上梓した"Og hun takkede guderne" （英：The Company Basher ）はイラクを舞台としたスリラー作品で、大企業の破壊活動を専門とするインドネシア人が石油会社の破壊工作を依頼されるという作品である。
2006年の"Washington Dekretet" （英：The Washington Decree ）は、アメリカ大統領選挙前夜に民主党の最有力候補が暗殺されるところから物語が始まる。
特捜部Qシリーズの第1作『特捜部Q―檻の中の女―』（原題：Kvinden i buret ）は2007年に、第2作『特捜部Q―キジ殺し―』（原題：Fasandræberne ）は2008年に出版された。デンマークを舞台としたシリーズはベストセラーでトップとなり、著者の人気をより高めた。2009年には第3作『特捜部Q―Pからのメッセージ―』（原題：Flaskepost fra P ）が、シリーズ第4作『特捜部Q―カルテ番号64―』（原題："Journal 64" ）は2010年に出版された。
作品は、中国、ドイツ、日本、オランダ、ロシア、スペイン、スウェーデン、イギリス、アメリカ合衆国など36か国で翻訳されている。"Alphabet House" は映画化された。ドイツでも非常に人気があり、数か月間トップ20に3作がランクインし、ドイツ人を抑えて「2011年で最も人気のある作家」となった。

## 作品リスト
特捜部Qシリーズ
| # | 邦題                       | 原題              | 刊行年 | 刊行年月   | 訳者              | 出版社   |
| - | -------------------------- | ----------------- | ------ | ---------- | ----------------- | -------- |
| 1 | 特捜部Q―檻の中の女―        | Kvinden i buret   | 2007年 | 2011年6月  | 吉田奈保子        | 早川書房 |
| 2 | 特捜部Q―キジ殺し―          | Fasandræberne     | 2008年 | 2011年11月 | 吉田薫 福原美穂子 | 早川書房 |
| 3 | 特捜部Q―Pからのメッセージ― | Flaskepost fra P. | 2009年 | 2012年6月  | 吉田薫 福原美穂子 | 早川書房 |
| 4 | 特捜部Q―カルテ番号64―      | Journal 64        | 2010年 | 2013年5月  | 吉田薫            | 早川書房 |
| 5 | 特捜部Q―知りすぎたマルコ―  | Marco Effekten    | 2012年 | 2014年7月  | 吉田薫            | 早川書房 |
| 6 | 特捜部Q―吊された少女―      | Den grænseløse    | 2015年 | 2015年11月 | 吉田奈保子        | 早川書房 |
| 7 | 特捜部Q―自撮りする女たち―  | Selfies           | 2016年 | 2018年1月  | 吉田奈保子        | 早川書房 |
| 8 | 特捜部Q―アサドの祈り―      | Offer 2117        | 2019年 | 2020年7月  | 吉田奈保子        | 早川書房 |
| 9 | 特捜部Q―カールの罪状―      | NATRIUM CHLORID   | 2021年 | 2023年6月  | 吉田奈保子        | 早川書房 |
その他
- Groucho: …en Marx Brother bag facaden (1984)
- Videocounter (1985)
- アルファベット・ハウス Alfabethuset （ 1997年 /  2015年10月 鈴木恵訳 早川書房）
- Firmaknuseren (2003)
- Washington dekretet (2006)
- Og hun takkede guderne (2008)
- Små pikante drab (2011)

## 受賞
- 2010年：『特捜部Q―Pからのメッセージ―』にてHarald Mogensen prize 受賞、ガラスの鍵賞受賞[6]
- 2011年：『特捜部Q―カルテ番号64―』にてDe Gyldne Laurbær 受賞[7]
- 2012年：『特捜部Q―檻の中の女―』でバリー賞長編賞受賞
- 2014年：『特捜部Q―Pからのメッセージ―』でバリー賞長編賞ノミネート
- 2015年：『特捜部Q―知りすぎたマルコ―』でバリー賞長編賞ノミネート

## 映像化

### 映画
- 特捜部Q 檻の中の女（2013年、原作：Kvinden i buret）
- 特捜部Q キジ殺し（2014年、原作：Fasandræberne）
- 特捜部Q Pからのメッセージ（2016年、原作：Flaskepost fra P.）
- 特捜部Q カルテ番号64（2018年、原作：Journal 64）

### ドラマ
- 特別捜査部Q（2025年、Netflix）[8]